# Scolecithricella abyssalis
Scolecithricella abyssalis är en kräftdjursart som först beskrevs av Giesbrecht 1888.  Scolecithricella abyssalis ingår i släktet Scolecithricella och familjen Scolecitrichidae. Inga underarter finns listade i Catalogue of Life.